# Mauritània Cesariense
La Mauritània Cesariense (llatí: Mauritania Caesariensis) va ser una província romana, que ocupava el que ara és l'actual Algèria occidental i central, fins al riu Ampsaga. El seu límit oriental era el riu Ampsaga (Wadi al-Kibir), que la separava de la província de la Numídia; el seu límit occidental era el riu Mulucha, que separava la província de la Mauritània Tingitana. Els rius principals (d'est a oest) eren l'Ampsaga (Wadi al-Kibir), Usar, Chinalaph i Mulucha.
Els ports principals eren: Igilgili (Djidjelli), Saldes (Bugia), Rusucurrium (Tedlez), Iol (després Cesarea, moderna Cherchel), Cartenna (Tenes), Murustaga (Mostagenem), Arsenaria (Arzan) Quiza (Orà), Portus Magnus (Mars al-Kebir) i Acra (Isghun).
Abans de l'establiment de la província, August va fundar al territori diverses colònies romanes: Cartenna, Gunugi, Igilgili, Ruscaniae, Rusazus, Salde, Succabar i Tubusuptus. En establir-se la província l'any 42, Claudi va dividir el país de Mauretània en dues parts, la Mauritània Cesariense i la Mauritània Tingitana, totes dues províncies imperials segons Tàcit, i va fundar dues colònies: Oppidium Novum, i Cesareia o Cesarea de Mauritània, que va ser la capital de Juba II, l'antiga Iol a la que Juba II havia rebatejat en honor del seu patró August. Otó va assignar algunes ciutats d'aquest territori a la Bètica, segons Tàcit, però devien ser ciutats aïllades, ja que les dues províncies es van mantenir fins a l'època de Constantí. En temps de Nerva es va fundar Sitifis; i més tard Arsenaria, Bida, Siga, Aquae Calidae, Quiza, Rusucurrium, Auzia, Gilva, Icosium i Tipasa. Algunes ciutats es van convertir en municipis i en oppida Latina.
Claudi Ptolemeu esmenta a la Cesariense els següents pobles o tribus:
- Toduces (Toducae, Τοδοῦκαι), a l'esquerra de l'Ampsaga
- Cedamusis (Coedamusii, Κοιδαμούσιοι), al nord dels anteriors
- Mucuns (Mucuni, Μουκοῦνοι), al nord dels anteriors, a la costa i estesos més enllà del riu Ampsaga
- Quitues (Chituae, Χιτοῦαι), a l'oest dels anteriors
- Tulensis (Tulensii, Τουλήνσιοι), a l'oest dels anteriors
- Baniurs (Baniuri, Βανίουροι), al costat dels anteriors
- Macures (Machures, Μαχοῦρες), al sud dels anteriors
- Salasis (Salassii Σαλάσσιοι) al costat dels anteriors
- Malcubis (Malchubii Μαλχούβιοι) al costat dels anteriors
- Macurebs (Macchurebi, Μακχουρῆβοι), al nord-oest dels Tulensis, a la costa
- Macusis (Machusii, Μαχούσιοι), a l'oest dels anteriors
- Màzics (Mazices, Μάζικες), al sud dels anteriors
- Banturaris (Banturarii, Βαντουράριοι), al sud dels anteriors
- Aquensis (Aquensii, Ἀκουήνσιοι)
- Micens (Myceni, Μυκῆνοι)
- Macures (Maccures, Μακκοῦραι)
- Enabases (Enabasi, Ἐνάβασοι)
- Nacmusis (Nacmusii, Νακμούσιοι)
- Elulis (Elulii, Ἠλούλιοι)
- Tolotes (Tolotae, Τολῶται)
- Driites (Dryitae, Δρϋῖται)
- Sores (Sorae, Σῶραι)
- Taladusis (Taladusii, Ταλαδούσιοι)

Entre els seus procuradors-governadors destaca Publi Eli Peregrí Rogat, que va participar en la creació de la nova praetentura.
En època cristiana, la Notitia Dignitatum esmenta almenys 170 ciutats episcopals entre la Cesariense i la Tingitana.
Al segle iv la Cesariense depenia de la diòcesi d'Àfrica i s'havia dividit en Mauritània Prima o Mauritània Sitifiense, i Mauritània Secunda o Mauritània Cesariense. La Cesariense era la part occidental de la província.
Els vàndals, dirigits per Genseric, la van conquerir l'any 429, i després de caiguda de l'Imperi Romà d'Occident, ni vàndals ni romans d'Orient podrien estendre llur govern efectiu i l'interior es va mantenir sota control maure. Reconquerida en part per l'Imperi Romà d'Orient l'any 534 va formar la província Mauritania Prima de l'Exarcat d'Àfrica. Amb la conquesta musulmana del Magrib va passar als àrabs cap a l'any 700.